# Велка Ольга Павлівна
О́льга Па́влівна Ве́лка (* 2 жовтня 1956, Рівня Рожнятівського району) — українська співачка (сопрано) — заслужена артистка України.

## Життєпис
Закінчила Калуське училище культури, Львівську музичну академію, клас викладача М. П. Сиверіної-Дарчук.
У 1976—1977 працює солісткою-вокалісткою Івано-Франківського музично-драматичного театру, з 1982 року — Івано-Франківської обласної філармонії на посаді солістки філармонії.
З 1984 виступи поєднує з педагогічною діяльністю в Інституті мистецтв Прикарпатського університету ім. В.Стефаника.
Лауреат І премії Міжнародного конкурсу української пісні «Золоті трембіти» 1996 року та І премія Всеукраїнського конкурсу «Воля-97». Брала участь у концертах та у звітних концертах майстрів мистецтв Івано-Франківської області у Києві; виступала в Австрії, Угорщині, Франції, Німеччині.
Записані твори на вірші Т. Шевченка, Лесі Українки, музику М. Лисенка, Д. Січинського, Я. Степового; твори італійських композиторів у супроводі оркестрів Національної радіокомпанії зберігаються у Золотому фонді України.